# Championnats panarabes d'athlétisme 1987
Navigation
Édition précédente Édition suivante
Les Championnats arabes d'athlétisme 1987 se sont déroulés à Alger en Algérie après l'annulation de l'édition de 1985 qui coïncidait avec les 6e Jeux panarabes. De bonnes performances ont été réalisées. Nawal El Moutawakil qui a remporté 4 médailles d'or a été élue meilleure athlète alors que le Qatari Talal Mansour qui a remporté 3 titres et a contribué à l'établissement d'un nouveau record arabe au relais 4*100 mètres a obtenu le titre de l'athlète arabe le plus rapide. À noter également les 4 titres de l'Algérienne Yasmina Azzizi qui a battu les records arabe et africain de l'heptathlon et le record arabe du 100 mètres haies.
L'Algérie a remporté largement les jeux devant le Maroc avec 19 titres contre 9. L'Égypte participe pour la première fois à ces jeux auxquels se sont absentés notamment l'Arabie saoudite, le Liban et la Jordanie.

## Résultats

### Hommes
| Event                 | Or                           | Or              | Argent                       | Argent          | Bronze                         | Bronze          |
| --------------------- | ---------------------------- | --------------- | ---------------------------- | --------------- | ------------------------------ | --------------- |
| 100 mètres            | Talal Mansour Qatar          | 10 s 35         | Mustapha Kamel Selmi Algérie | 10 s 49         | Abdallah Al-Khalidi Oman       | 10 s 70         |
| 200 mètres            | Talal Mansour Qatar          | 20 s 83         | Mustapha Kamel Selmi Algérie | 21 s 6          | Abdallah Al-Khalidi Oman       | 21 s 36         |
| 400 mètres            | Mohamed Amer El-Maliki Oman  | 45 s 56         | Ahmed Abdelhalim Égypte      | 46 s 61         | Thamer Younes Iraq             | 46 s 67         |
| 800 mètres            | Faouzi Ellahbi Maroc         | 1 min 46 s 72   | Saïd Mohannad Maroc          | 1 min 46 s 16   | Ridha Abdennouz Algérie        | 1 min 47 s 67   |
| 1 500 mètres          | Rachid Kram Algérie          | 3 min 43 s 10   | Mustapha Lachâal Maroc       | 3 min 44 s 58   | Abderrahman Youbi Algérie      | 3 min 45 s 91   |
| 5 000 mètres          | Brahim Boutayeb Maroc        | 13 min 45 s 58  | Habib Romdhani Tunisie       | 13 min 57 s 66  | Abderrazak Guetari Tunisie     | 14 min 22 s 30  |
| 10 000 mètres         | Jalel Miloud Algérie         | 30 min 37 s 12  | Abderrazak Guetari Tunisie   | 30 min 47 s 5   | Abdelhak Hennan Algérie        | 30 min 54 s 83  |
| 3000 mètres steeple   | Fethi Baccouche Tunisie      | 8 min 31 s 9    | Rabah Aboura Algérie         | 8 min 39 s 13   | Brahim Ayachi Tunisie          | 8 min 42 s 86   |
| 110 mètres haies      | Neji Ghazi Iraq              | 13 s 90         | Noureddine Tajine Algérie    | 14 s 25         | Zyed Abderrazak Koweït         | 14 s 30         |
| 400 mètres haies      | Ahmed Abdelhalim Égypte      | 51 s 68         | Nasser Mohamed Qatar         | 52 s 24         | Jassem Eddeouilah Koweït       | 52 s 63         |
| Saut en hauteur       | Othman Belfaâ Algérie        | 2,20 m          | Mohamed Aghlal Maroc         | 2,13 m          | Khalid Koughbar Maroc          | 2,13 m          |
| Saut à la perche      | Sami Si Mohamed Algérie      | 4,75 m          | Choukri Abahnini Tunisie     | 4,70 m          | Abdellatif Chekir Tunisie      | 4,65 m          |
| Saut en longueur      | Abdallah Esheeb Qatar        | 7,81 m          | Laïd Zaghdoudi Tunisie       | 7,58 m          | Lotfi Gaïda Algérie            | 7,51 m          |
| Triple saut           | Hassan Badra Égypte          | 16,10 m         | Lotfi Gaïda Algérie          | 15,71 m         | Sameh Farhan Koweït            | 15,68 m         |
| Lancer du poids       | Ahmed Mohamed Ashoush Égypte | 17,99 m         | Ahmed Shatta Égypte          | 17,79 m         | Mohamed Zenkaoui Koweït        | 17,03 m         |
| lancer du disque      | Mohamed Naguib Hamed Égypte  | 53,84 m         | Hassen Hammad Égypte         | 53,36 m         | Abderrazak Ben Hassine Tunisie | 52,12 m         |
| Lancer du marteau     | Hakim Toumi Algérie          | 70,18 m         | Yacine Laâouyel Algérie      | 62,50 m         | Walid El Bekhit Koweït         | 61,90 m         |
| Lancer du javelot     | Ghanem Jawhar Koweït         | 70,58 m         | Ahmed Mahour Bacha Algérie   | 69,04 m         | Tarek Chaabani Tunisie         | 67,92 m         |
| Décathlon             | Ahmed Mahour Bacha Algérie   | 7372 pts        | Mohamed Aït Ouhammou Algérie | 6749 pts        | Abed Omar Qatar                | 6682 pts        |
| 20 km marche          | Abdelwahab Fergane Algérie   | 1 h 30 min 39 s | Mohamed Bouhalla Algérie     | 1 h 33 min 54 s | Saïd Megahed Égypte            | 1 h 42 min 21 s |
| 50 km marche          | Hamid Rahouli Algérie        | 4 h 32 min 32 s | Arezki Boumerar Algérie      | 4 h 47 min 22 s | Mohamed Abdelmetwalli Égypte   | 4 h 58 min 44 s |
| Marathon              | Sid Ali Sakhri Algérie       | 2 h 27 min 29 s | Arezki Hemdache Algérie      | 2 h 28 min 36 s | Farouk Khadhour Syrie          | 2 h 38 min 49 s |
| Relais 4 × 100 mètres | Qatar                        | 39 s 71         | Algérie                      | 40 s 46         | Maroc                          | 41 s 12         |
| Relais 4×400 mètres   | Maroc                        | 3 min 9 s 46    | Iraq                         | 3 min 9 s 90    | Algérie                        | 3 min 10 s 95   |

### Dames
| Event                 | Or                           | Or            | Argent                       | Argent        | Bronze                    | Bronze        |
| --------------------- | ---------------------------- | ------------- | ---------------------------- | ------------- | ------------------------- | ------------- |
| 100 mètres            | Rachida Ferjaoui Algérie     | 12 s 5        | Latifa Lahsan Maroc          | 12 s 12       | Mahjouba Bouhdia Algérie  | 12 s 34       |
| 200 mètres            | Nawal El Moutawakil Maroc    | 24 s 33       | Latifa Lahsan Maroc          | 25 s 26       | Mahjouba Bouhdia Algérie  | 25 s 44       |
| 400 mètres            | Nawal El Moutawakil Maroc    | 54 s 28       | Dina Saâdoun Iraq            | 55 s 58       | Hassiba Hlilou Algérie    | 55 s 73       |
| 800 mètres            | Hassiba Boulmerka Algérie    | 2 min 10 s 19 | Mbarka Hadj Abdallah Algérie | 2 min 10 s 56 | Hela Maghrabi Syrie       | 2 min 12 s 60 |
| 1 500 mètres          | Mbarka Hadj Abdallah Algérie | 4 min 30 s 25 | Zahra Ouaziz Maroc           | 4 min 31 s 71 | Hassiba Boulmerka Algérie | 4 min 32 s 53 |
| 3 000 mètres          | Nadia Ouaziz Maroc           | 9 min 30 s 28 | Zahra Ouaziz Maroc           | 9 min 31 s 26 | Malika Benhabiles Algérie | 9 min 32 s 37 |
| 100 mètres haies      | Yasmina Azzizi Algérie       | 13 s 82       | Nacéra Zaaboub-Achir Algérie | 13 s 85       | Nezha Bidouane Maroc      | 14 s 72       |
| 400 mètres haies      | Nawal El Moutawakil Maroc    | 59 s 93       | Fatima Aouam Maroc           | 61 s 29       | Iman Abdel Amir Irak      | 61 s 48       |
| Saut en hauteur       | Nacéra Zaaboub-Achir Algérie | 1,75 m        | Kawther Akrémi Tunisie       | 1,65 m        | Thouraya Abboudi Maroc    | 1,60 m        |
| Saut en longueur      | Yasmina Azzizi Algérie       | 5,86 m        | Basma Gharbi Tunisie         | 5,83 m        | Najoua Abdelmoula Tunisie | 5,82 m        |
| Lancer du poids       | Souad Malloussi Maroc        | 15,90 m       | Aicha Dahmous Algérie        | 13,86 m       | Hanan Khaled Égypte       | 13,31 m       |
| lancer du disque      | Aicha Dahmous Algérie        | 51,20 m       | Zoubida Laayouni Maroc       | 49,79 m       | Nabila Mouelhi Tunisie    | 48,84 m       |
| Lancer du javelot     | Samia Jomâa Algérie          | 53,58 m       | Hayet Ben Slama Tunisie      | 42,80 m       | Amel Hessine Égypte       | 38,66 m       |
| Heptathlon            | Yasmina Azzizi Algérie       | 5571 pts      | Basma Gharbi Tunisie         | 4360 pts      | Houayda Ismaïl Égypte     | 3822 pts      |
| Relais 4 × 100 mètres | Algérie                      | 46 s 62       | Maroc                        | 47 s 65       | Tunisie                   | 48 s 78       |
| Relais 4×400 mètres   | Maroc                        | 3 min 47 s 51 | Algérie                      | 3 min 48 s    | Iraq                      | 3 min 51 s 24 |

## Tableau des médailles

### Hommes
| Rang | Nation              | Or | Argent | Bronze | Total |
| ---- | ------------------- | -- | ------ | ------ | ----- |
| 1    | Algérie             | 9  | 12     | 5      | 26    |
| 2    | Égypte              | 4  | 3      | 2      | 9     |
| 3    | Qatar               | 4  | 1      | 1      | 6     |
| 4    | Maroc               | 3  | 3      | 2      | 8     |
| 5    | Tunisie             | 1  | 4      | 5      | 10    |
| 6    | Iraq                | 1  | 1      | 1      | 3     |
| 7    | Koweït              | 1  | 0      | 5      | 6     |
| 8    | Oman                | 1  | 0      | 2      | 3     |
| 9    | Syrie               | 0  | 0      | 1      | 1     |
| 10   | Soudan              | 0  | 0      | 0      | 0     |
| 10   | Palestine           | 0  | 0      | 0      | 0     |
| 10   | Bahreïn             | 0  | 0      | 0      | 0     |
| 10   | Yémen               | 0  | 0      | 0      | 0     |
| 10   | Émirats arabes unis | 0  | 0      | 0      | 0     |
| -    | Total               | 24 | 24     | 24     | 72    |

### Dames
| Rang | Nation  | Or | Argent | Bronze | Total |
| ---- | ------- | -- | ------ | ------ | ----- |
| 1    | Algérie | 10 | 4      | 5      | 19    |
| 2    | Maroc   | 6  | 7      | 2      | 15    |
| 3    | Tunisie | 0  | 4      | 3      | 7     |
| 4    | Iraq    | 0  | 1      | 2      | 3     |
| 5    | Liban   | 0  | 0      | 3      | 3     |
| 6    | Syrie   | 0  | 0      | 1      | 1     |
| -    | Total   | 16 | 16     | 16     | 48    |